# Schloss Reideben

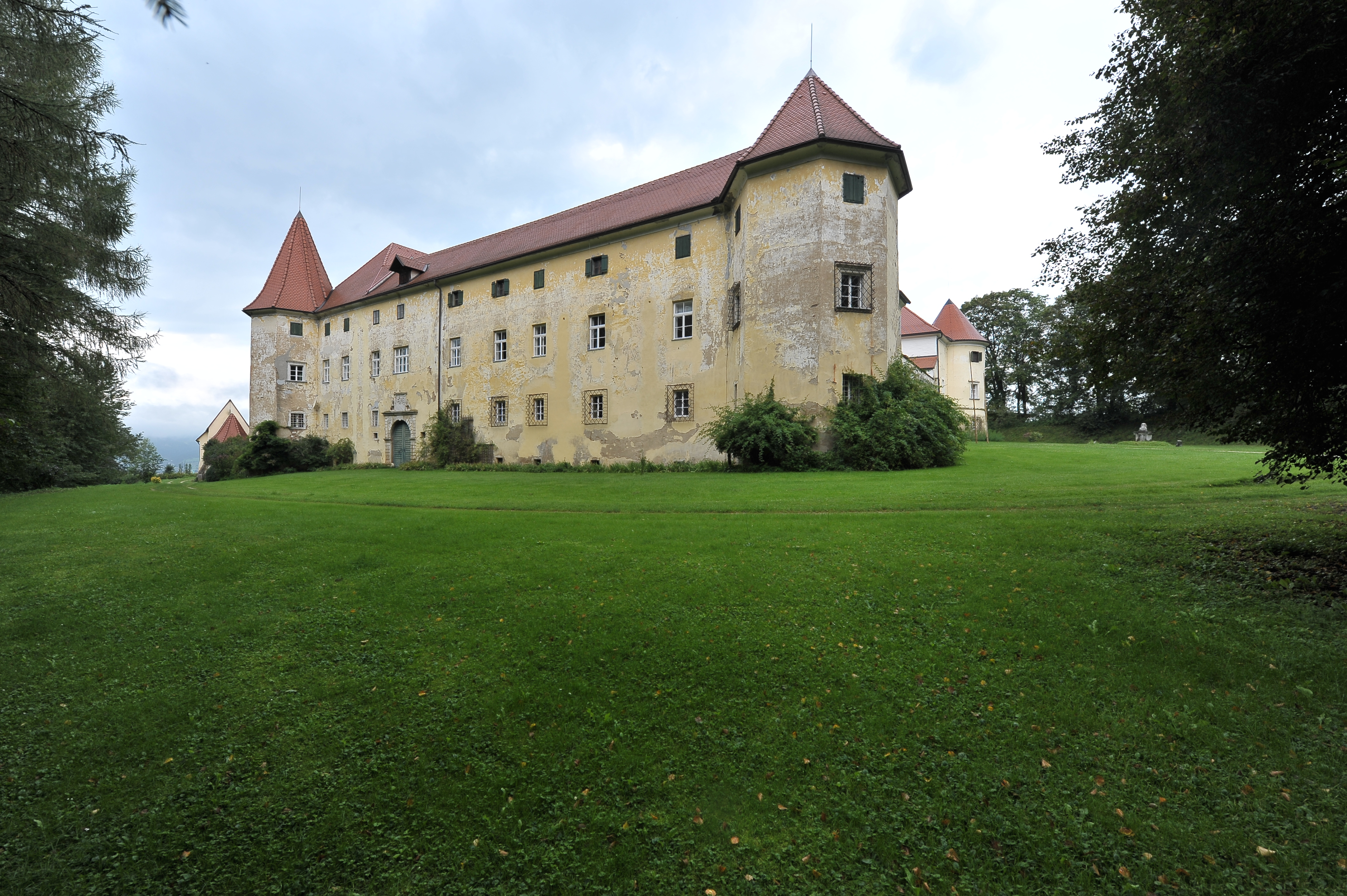
Südost-Ansicht (2014)

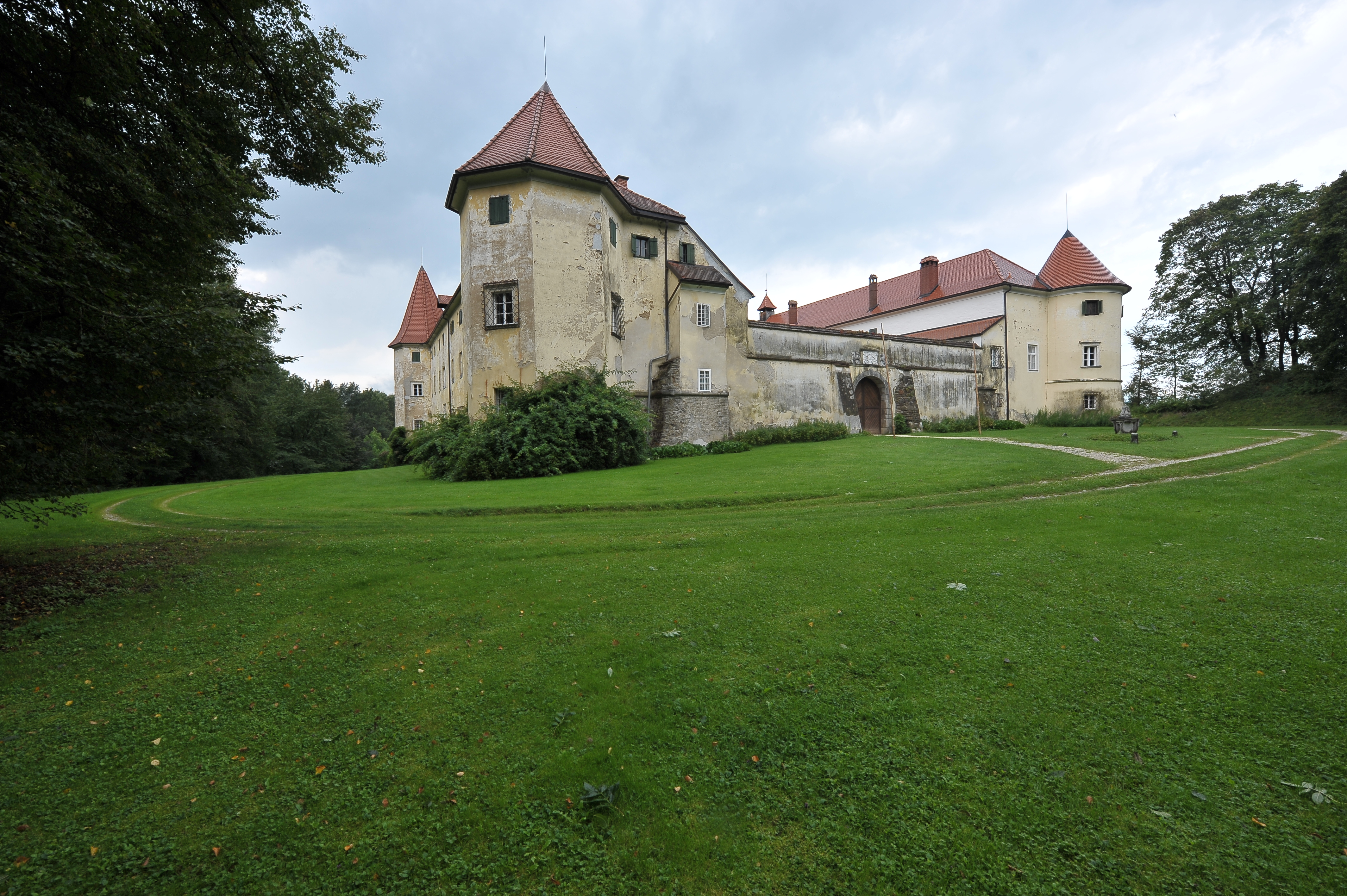
Ost-Ansicht (2014)

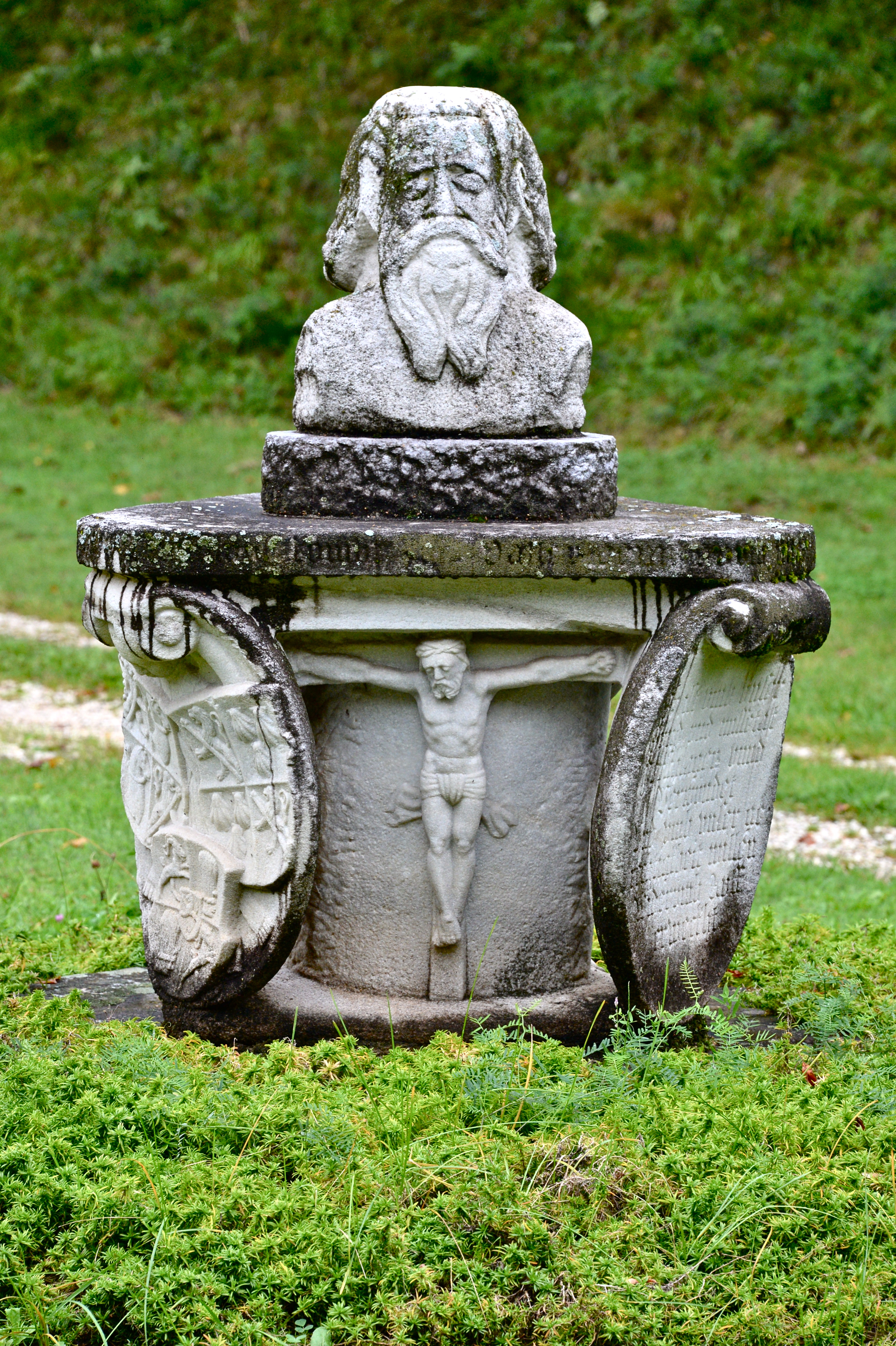
Bischofsstein

Schloss Reideben ist ein Renaissanceschloss am Westhang des Hartelsberges, eines Ausläufers der Koralpe, in der Gemeinde Wolfsberg.

## Geschichte
Im Jahre 1354 war ein Niklas der Sax Besitzer des Hofes zu St. Urban, der Kirche, die sich neben dem heutigen Schloss befindet. Um 1448 ging das Anwesen an Leonhard von Presing (Prösing). Zu dieser Zeit erhielt der Bau den Namen Reideben. Damals bestand der Bau nur aus dem heutigen Südflügel und dem halben Westflügel, der übrige Teil des Hofes war durch eine Mauer geschlossen. 1480 wurde Reideben in den Türkenkriegen großteils zerstört.
1580 verkaufte David von Presing das Anwesen an Alexander von Freyberg, der wahrscheinlich dem Schloss die heutige Form gab. Sein Sohn Helfried musste 1629 das Schloss wegen seines protestantischen Glaubens verkaufen. Nach mehrmaligem Besitzerwechsel kam Reideben 1672 an das Bistum Bamberg, 1686 an Otto Graf von Dernbach und 1693 an das Domstift St. Andrä. 1808 ging Reideben mit dem gesamten Stiftsvermögen an den k.k. Religionsfonds. 1819 erwarb Anton von Pettenkofen den Besitz in einer Versteigerung, 1835 ersteigerte es Josef Rainer von Harbach. 1846 kaufte Hugo Henckel von Donnersmarck das Schloss, welches bis heute im Besitz der Familie ist.

## Baubeschreibung
Das Schloss besteht aus drei zweigeschoßigen Flügeln mit Attikageschoß, die gemeinsam mit der ostseitigen Mauer einen rechteckigen Hof bilden. An den vier Ecken der Anlage stehen Türme mit unterschiedlichen Grundrissen: der nordwestliche ist quadratisch, der südwestliche und der südöstliche sind achteckig, und der nordöstliche Turm ist rund.
Über dem  rundbogigen Quaderportal von 1591 an der Südseite sind die von Löwen gehaltenen Wappen von Alexander von Freyberg und Anna von Kronegg sowie in den Bogenzwickeln die Wappen der beiderseitigen Familien der Mütter Resch von Gerolzhausen und Häll von Suntheim angebracht.
Das Doppelwappen Henckel-Auersperg über dem Osttor halten zwei um 1600 entstandene Löwen, die von Schloss Himmelau stammen.
Der Hof ist mit Laubengängen im Erdgeschoß und doppelt so vielen Arkadenjochen im Obergeschoß ausgestattet.
Zum Schloss gehören zahlreiche behauene Steine; eine Supraporte, vier Evangelisten und ein figürlicher Kragstein stammen aus Waldenstein, die um 1580 entstandenen Wappensteine von Häll-Hermann und Herberstein aus Himmelau.
Vor dem Osttor ist der sogenannte Bischofsstein aufgestellt: eine dreieckige Platte, getragen von einem Steinzylinder und drei Wappenkartuschen. Auf der Platte sind ein steinerner Dreikopf, die Wappen der Bamberger Bischöfe Johann Georg I. Zobel von Giebelstadt, Martin von Eyb sowie das Wappen des Vizedoms Johann-Friedrich Hoffmann Freiherr von Grienpichl zu sehen.
Der Stein stand früher im Wolfsberger Park, wo heute eine Nachbildung aufgestellt ist.